# Blanco y Negro Tour 2007
Blanco y Negro Tour 2007 es uno de los conciertos de Ricky Martin en su gira por España y por Latinoamérica en 2007 remasterizado para la venta, en el cual volvió a interpretar sus grandes éxitos como «Livin' la vida loca». El nombre de la gira es una protesta hacia la discriminación racial.
Los temas incluidos en el álbum son:
1. Pégate/Raza de mil colores
2. I don't care/María
3. Vuelve
4. Revolución
5. It's alright
6. Livin' la vida loca
7. Somos la semilla
8. Drop it on me/Lola Lola/The cup of life
9. Tal vez
10. Tu recuerdo (feat. Mari of Chambao)

El álbum incluye un DVD con el concierto de principio a fin.
- Datos: Q15958757